# Bray (Saône-et-Loire)
Bray é uma comuna francesa na região administrativa de Borgonha-Franco-Condado, no departamento de Saône-et-Loire. Estende-se por uma área de 9,89 km². Em 2010 a comuna tinha 126 habitantes (densidade: 12,7 hab./km²).